# Pokoli édenkert
A Pokoli édenkert (eredeti cím: A Perfect Getaway) 2009-ben bemutatott amerikai thriller, melyet David Twohy írt és rendezett. A főszereplők Timothy Olyphant, Milla Jovovich, Kiele Sanchez és Steve Zahn.
A filmet Puerto Ricón és Hawaiion forgatták, az Amerikai Egyesült Államokban 2009. augusztus 7-én mutatták be, míg az Egyesült Királyságban augusztus 12-én került mozikba. A 14 millió dollárból készült film 23 milliós bevételt ért el és pozitív kritikákat kapott.

## Cselekmény
Nászútjukra a nemrég összeházasodott Cliff és Cydney Hawaiira utazik. Egy elhagyatott partszakasz felé autózva találkoznak a szintén friss házaspárként stoppoló Cleóval és Kale-lel. Cliffnek rossz érzése támad és vonakodik felvenni őket autójába, Kale ezért erőszakosan elráncigálja Cleót. Cliff és Cydney találkozik egy Nick nevű turistával is, aki azt állítja, iraki háborús veterán. Nem sokkal Nick megismerése után meghallják, ahogy egy csapat tizenéves lány egy nemrégiben kettős gyilkosság áldozatául esett nászutas párról beszélget.
A csapat egy vízesésnél fut össze Nick barátnőjével és újból találkoznak Kale-lel és Cleóval is, Kale fenyegető megjegyzéseket tesz a környéken gyakori eltűnésekkel kapcsolatban. Nick és Gina csatlakozik Cliffhez és Cydneyhez a kirándulásuk során, de feszült viszony alakul ki köztük, miután Cliffék gyanakodni kezdenek, hogy különös módon viselkedő új ismerőseik lehetnek a gyilkosok. Nem sokkal később Kale-t és Cleót gyilkosság vádjával letartóztatja a rendőrség.
Cliff ráveszi Nicket, kutassanak át egy tengeri barlangot, míg feleségeik a parton várják őket. Ahogy a két férfi kettesben marad, Cliff fegyvert ránt. Kiderül, hogy a valódi Cliff és Cydney volt a kettős gyilkosság azonosítatlan áldozata és imposztoraik végeztek velük. Az ál-Cliff neve Rocky, párjával együtt gyilkosságokat követtek el és felvették áldozataik személyazonosságát. Az igazságra rádöbbenő Gina szemtanúja lesz, ahogy Rocky rálő Nickre és megpróbál elmenekülni. Rocky Gina után ered, Nick azonban a háborúban szerzett fém koponyalemezének köszönhetően túlélte a fejlövést. Felülkerekedik Rockyn, de egy rendőrségi helikopter megjelenik és a rendőrök Rocky elengedésére utasítják, különben tüzet nyitnak. Rocky barátnője rájön, hogy Gina és Nick őszintén szeretik egymást, ezért Rocky ellen fordul. Megerősíti a rendőröknek, hogy Rocky a valódi gyilkos, így a rendőrök végeznek a férfival.
A helikopterrel hazafelé tartva Nick eljegyzi Ginát és együtt megfogadják, hogy nem fognak nászútra menni.

## Szereplők
| Színész          | Szerep       | Magyar hang            |
| ---------------- | ------------ | ---------------------- |
| Steve Zahn       | Cliff        | Seszták Szabolcs       |
| Milla Jovovich   | Cydney       | Németh Borbála         |
| Kiele Sanchez    | Gina         | Zsigmond Tamara        |
| Timothy Olyphant | Nick         | Varga Gábor            |
| Chris Hemsworth  | Kale         | Horváth-Töreki Gergely |
| Anthony Ruivivar | Chronic      |                        |
| Marley Shelton   | Cleo         |                        |
| Wendy Braun      | Debbie Mason |                        |